# 玉森裕太
玉森 裕太（たまもり ゆうた、1990年〈平成2年〉3月17日 - ）は、日本のアイドル、俳優。男性アイドルグループKis-My-Ft2のメンバー。愛称は、玉ちゃん、タマ。
東京都練馬区出身。STARTO ENTERTAINMENT所属。

## 来歴
中学1年生の時に山下智久のファンだった母親が、本人に内緒で履歴書を送る。オーディション当日、友人と釣りに行く約束をしていたが、母親から「今日はオーディションがあるから」と言われたものの、元々芸能界に興味がなかったため「今日は行けない」と言って断った。しかし、母親は「受からないんだし、行くだけ行ってみれば」と言って引き下がらなかったという。その後も「行かない」と言い続けてたが、父親が来て車にそのまま乗せられ強制的にオーディション会場に連れて行かれることになり、泣きながらオーディションを受けたという。
2002年12月1日にオーディションを経て、ジャニーズ事務所に入所。同じオーディションを受けた同期に手越祐也、八乙女光（Hey! Say! JUMP）などがいる。入所後は、ジャニーズJr.内ユニット・J.J.ExpressやA.B.C.Jr.のメンバーとして活動した。
2009年3月、日本テレビ系ドラマ『ごくせん 卒業スペシャル』でドラマ初出演。7月、舞台『PLAYZONE'09 〜太陽からの手紙〜』で舞台初主演を務める。同月、映画『ごくせん THE MOVIE』で映画初出演。
2011年7月、TBS系ドラマ『美男ですね』でドラマ初主演を務める。8月10日、Kis-My-Ft2の1stシングル『Everybody Go』でCDデビューを果たす。
2013年1月に、テレビ朝日系ドラマ『信長のシェフ』で連続ドラマ単独初主演、11月にはTBS系ドラマ『ぴんとこな』でゴールデンタイムドラマ単独主演をそれぞれ務めた。
2015年11月、映画『レインツリーの国』で映画初主演を務める。
2016年9月、映画『キング・オブ・エジプト』で、永野芽郁と共に吹替声優として初主演を務めた。
2021年12月、Johnny's Gaming Roomのメンバーに選ばれる。
2022年7月期の『NICE FLIGHT!』（テレビ朝日）と10月期の『祈りのカルテ 研修医の謎解き診察記録』（日本テレビ）で異例の2クール連続の連ドラ主演を果たした。
2023年1月10日、公式Instagramを開設。同年8月4日に公開されたウォルト・ディズニー・ピクチャーズとピクサー・アニメーション・スタジオ製作映画『マイ・エレメント』で、水の青年ウェイド・リップル役の吹き替え声優を演じた。この役はUS本社のオーディションを経て起用されたものと報じられた
。
2024年6月21日、小紅書公式アカウントを開設した。

## 人物

### 家族
- 家族構成は、両親と弟[26]。母親は17歳の時に玉森を出産している[11]。父親は当時20歳[11]。
- 裕福ではなかったものの、仲の良い家庭で育ったという[27]。

### 性格
グループではセンターを務めているが、警戒心が強く人見知りでシャイな一面があり自他ともに認めるマイペース。

### 交友関係
- メンバーの宮田俊哉とは、「宮玉」「たんまみーや」の親友コンビとして知られているが[30][31]、ジャニーズJr.時代は何かある度によく怒られていたという[5]。
- King & Princeの永瀬廉とは『信長のシェフ』[32]と舞台で共演したことを機に、King & PrinceのCDデビュー日を祝ったり[33]、家に泊まったりするなどプライベートでも交流があり[34]、永瀬から「玉さん」と呼ばれている[35]。
- 金ちゃん（鬼越トマホーク）[36]、亜生（ミキ）[37]、濵田崇裕（WEST.）[38]は、プライベートで釣りに行くほど仲が良い。

### 趣味・資格
- 趣味は釣り、サバイバルゲーム[36]、山登り、サーフィン[39]。サーフィンは伯父に連れて行ってもらったことをきっかけに、小学校3年生の時から始めた[5]。
- 2018年に、二級小型船舶免許を取得している[40]。
- アン・マリーの大ファンであり、2024年には自身のInstagramで彼女のライブに行ったことを報告した[41]。

### 美容
ジャニーズ随一の色白として知られているが、「もともとめちゃくちゃ乾燥肌なんです。なので直射日光も嫌いです」と語っており、外出する時は日陰を歩き日傘を差す日もあるという。
肌ケアルーティンとして、保湿クリームや美容液、パックを使って肌の状態をキープしているという。

### ファッション・モデル
ファッション雑誌の表紙を一人で飾ることも多く、完売することもある。また、ファッションへの関心が高いことから、好きが高じてライブ衣装の制作やプロデュースを2017年から手掛けている。
2021年末にはカルティエの「フレンズ オブ メゾン」にも選出された。
2022年3月には、男性初となるランコムの化粧水クラリフィックのアンバサダーに就任し、同年12月には講談社主催のVOCEベストコスメアワード2022で「最も美しい人」大賞を受賞した。
ヨーロッパでのラグジュアリーブランドのファッションショーにゲストとして招かれることもあり、2024年6月、フランスのパリ・コレクションで開催されたAMIRI2025年春夏メンズウェアファッションショー、2025年2月、イタリアのミラノ・コレクションで開催されたブルネロクチネリ2025年秋冬ウィメンズウェアコレクションのプレゼンテーションにゲストとして出席した。

## 受賞歴
2017年
- TVstationドラマ大賞2017 助演男優賞 受賞（リバース）

2019年
- 第103回 ザテレビジョンドラマアカデミー賞 助演男優賞 受賞（グランメゾン東京）[51]
- 第29回 TV LIFE 年間ドラマ大賞 助演男優賞 受賞（グランメゾン東京）[52]

2022年
- VOCEベストコスメアワード2022 特別賞「最も美しい人」[48]

## 作品

### ソロ曲

#### CD収録曲
- 夢を僕とともに -『PLAYZONE2009 太陽からの手紙 オリジナル・サウンドトラック』収録
- Miss You - 『A.N.JELL WITH TBS系金曜ドラマ「美男ですね」MUSIC COLLECTION』収録
- Only One... -『Kis-My-Journey』収録
- ALIVE -『I SCREAM』〈完全生産限定 4cups盤〉収録
- Camellia -『MUSIC COLOSSEUM』〈通常盤〉収録
- SURVIVOR - 『DREAM BOYS』〈初回生産限定盤〉特典CD収録[53]
- Crazy My Dream - 『DREAM BOYS』〈初回生産限定盤〉特典CD収録
- Clap-A-Holics - 『Yummy!!』〈通常盤〉収録
- Love Story - 『FREE HUGS!』〈通常盤〉収録
- Share Love ‐ 『LIVE TOUR 2021 HOME』〈通常盤〉特典CD「Kis-My-Ft2 10th Anniversary Extra CD」収録、YouTube avex公式チャンネルにミュージックビデオ[54]公開
- T song 1〜CAN TRY ‐ 『LIVE TOUR 2021 HOME』〈通常盤〉特典CD「Kis-My-Ft2 10th Anniversary Extra CD」収録
- Dinga ‐ 『LIVE TOUR 2021 HOME』〈通常盤〉特典CD「Kis-My-Ft2 10th Anniversary Extra CD」収録

### ユニット曲
- Kickin'it（北山宏光・藤ヶ谷太輔・玉森裕太） - 1stアルバム『Kis-My-1st』収録
- Sing for you（玉森裕太・宮田俊哉・千賀健永）
- Forza!（玉森裕太 with 横尾渉・宮田俊哉・二階堂高嗣・千賀健永） - 2ndアルバム『Goodいくぜ!』収録
- Rocking Party（北山宏光・藤ヶ谷太輔・玉森裕太） - 2ndアルバム『Goodいくぜ! ＜初回生産限定 Kis-My-Zero盤＞』収録
- BE LOVE（玉森裕太・宮田俊哉） - 4thアルバム『KIS-MY-WORLD』収録。「BE LOVE」3部作の第1部[55]。
- Touch（藤ヶ谷太輔・玉森裕太） - 17thシングル『Sha la la☆Summer Time ＜通常盤＞』収録、後に6thアルバム『MUSIC COLOSSEUM ＜初回生産限定盤B＞』にて収録されている『ボクらのMUSIC COLOSSEUM』挿入歌として歌われた。
- Without Your Love（藤ヶ谷太輔・玉森裕太） - 舞台『JOHNNYS' ALL STARS IsLAND』で披露された[56]。JASRAC作品コード：1K0-0073-6
- Next Dream ＜Opening Ver.＞（玉森裕太・宮田俊哉・千賀健永） - DVD『DREAM BOYS ＜初回生産限定盤＞』収録
- ZERO（北山宏光&藤ヶ谷太輔&玉森裕太） - スペシャルシングル『You&Me』収録
- 星に願いを（玉森裕太&宮田俊哉） - 21stシングル『LOVE〈通常盤〉』収録。「BE LOVE」3部作の第2部[55]。
- # NO!NO!（玉森裕太&二階堂高嗣） - 9thアルバム『To-y2〈通常盤〉』収録
- 運命（宮田俊哉&玉森裕太） - 9thアルバム『To-y2〈通常盤〉』収録。「BE LOVE」3部作の第3部[55]。

## 出演
※ 主演作品は太字表記

### テレビドラマ
- ごくせん 卒業スペシャル（2009年3月28日、日本テレビ） - 高杉怜太 役
- 幸せになろうよ（2011年4月18日 - 6月27日、フジテレビ） - 柳沢優次 役
- 美男ですね（2011年7月15日 - 9月27日、TBS） - 桂木廉 役[57]
- 最高の人生の終り方〜エンディングプランナー〜 第1話・第2話（2012年1月12日・19日、TBS） - 倉木陽一郎 役[58]
- ATARU（2012年4月15日 - 6月24日、TBS） - 蛯名昇 役
- 信長のシェフ（2013年1月11日 - 3月15日、テレビ朝日） - ケン 役[16]
  - 信長のシェフ2（2014年7月10日 - 9月4日）
- ぴんとこな（2013年7月18日 - 9月19日、TBS） - 河村恭之助 / 河村猛 役[59]
- 世にも奇妙な物語（フジテレビ）
  - '14春の特別編「ニートな彼とキュートな彼」（2014年4月5日） - 秋田雅志 役
  - '19雨の特別編「さかさま少女のためのピアノソナタ」（2019年6月8日） -   黒木聖 役
- 平成舞祭組男 第1話（2014年10月19日、日本テレビ） - パクパク製菓のCMタレント 役
- 銭の戦争（2015年1月6日 - 3月17日、関西テレビ・フジテレビ） - 白石光太郎 役（特別出演）
- ほんとにあった怖い話「どこまでも憑いてくる」（2015年8月29日、フジテレビ） - 鈴木翔太 役
- 青春探偵ハルヤ〜大人の悪を許さない!〜（2015年10月15日 - 12月24日、読売テレビ・日本テレビ） - 浅木晴也 役[60]
- リバース（2017年4月14日 - 6月16日、TBS） - 浅見康介 役
- 重要参考人探偵（2017年10月20日 - 12月8日、テレビ朝日） - 弥木圭 役
- グランメゾン東京（2019年10月20日 - 12月29日、TBS） - 平古祥平 役[61]
  - スペシャルドラマ グランメゾン東京（2024年12月29日、TBS）[62]
- オー!マイ・ボス!恋は別冊で（2021年1月12日 - 3月16日、TBS） - 宝来潤之介 役[63]
- NICE FLIGHT!（2022年7月22日 - 9月9日、テレビ朝日） - 倉田粋 役[64]
- 祈りのカルテ 研修医の謎解き診察記録（2022年10月8日 - 12月17日、日本テレビ） - 諏訪野良太 役[65][66]
- あのクズを殴ってやりたいんだ（2024年10月8日 - 12月10日、TBS） - 葛谷海里 役[67]

### 配信ドラマ
- グラグラメゾン♥東京 〜平古祥平の揺れる思い〜 [68]（2019年10月21日 - 12月30日、Paravi） - 平古祥平 役[69]
- BE LOVE（2020年10月16日 - 11月6日、dTV） - 絵本作家 役（脚本監修も担当）[70]

### 映画
- ごくせん THE MOVIE（2009年） - 高杉怜太 役
- 劇場版 私立バカレア高校（2012年） - 真嶋ケンジ 役
- 劇場版 ATARU THE FIRST LOVE & THE LAST KILL（2013年） - 蛯名昇 役
- レインツリーの国（2015年11月21日） - 向坂伸行 役
- パラレルワールド・ラブストーリー（2019年5月31日） - 敦賀崇史 役
- シャイロックの子供たち（2023年2月17日） - 田端洋司 役
- グランメゾン・パリ（2024年12月30日） - 平古祥平 役[71]

### 吹き替え
- キング・オブ・エジプト（2016年） - ベック 役〈ブレントン・スウェイツ〉[18]
- マイ・エレメント（2023年） - ウェイド・リップル 役〈ママドゥ・アティエ〉[72]

### バラエティ番組
- いきなり!黄金伝説。 1ヶ月1万円節約生活（2012年6月、テレビ朝日）
  - いきなり!黄金伝説。2012年末芸能人サバイバル大賞 6時間スペシャル（2012年12月、テレビ朝日）

### Web配信番組
- 放課後 GAMING LIFE（2022年1月 - 、YouTube） - 有岡大貴・宮田俊哉と共に中心メンバーとして参加[73][注釈 5]

### 舞台
- DREAM BOY
  - DREAM BOYS（2004年、帝国劇場）
  - DREAM BOYS（2006年、帝国劇場）
  - DREAM BOYS（2007年、帝国劇場）
  - DREAM BOYS（2008年、帝国劇場）
  - DREAM BOYS（2012年、帝国劇場） - ユウタ 役
  - DREAM BOYS JET（2013年、帝国劇場） - タマモリ 役
  - DREAM BOYS（2014年、帝国劇場） - ユウタ 役
  - DREAM BOYS（2015年9月3日 - 9月30日、帝国劇場） - ユウタ 役
  - DREAM BOYS（2016年9月3日 - 9月30日、帝国劇場） - ユウタ 役
  - DREAM BOYS　(2018年、帝国劇場)　- ユウタ 役
- 滝沢演舞城（2006年、新橋演舞場）
- One! -the history of Tackey（2006年、日生劇場）
- 新春 滝沢革命（2009年、帝国劇場）
  - 新春 滝沢革命（2010年、帝国劇場）
- PLAYZONE '09 〜太陽からの手紙（2009年、青山劇場） - 玉森裕太 役
- 新春 人生革命（2010年、帝国劇場）
- 少年たち 格子無き牢獄（2010年9月3日 - 26日、日生劇場）
- JOHNNY‘S ALL STARS ISLAND（2016年12月、帝国劇場）

### CM
- LAVONS LE LINGE（ラボン ルランジェ）
  - ラボン
    - 「まるでコートダジュール」篇（2014年09月）
    - 「しあわせな気分」篇（2014年10月）
    - 「幸せな気分になる」篇（2015年5月）
    - 「本題」篇、「香りにうっとり」篇（2017年2月）[75]
    - 「am 9:08」篇（15秒ver. / 30秒ver.）、「pm 3:40」篇 （15秒ver. / 30秒ver.）、「pm 10:22」篇、（15秒ver. / 30秒ver.）（2018年2月）[76]
    - 「コインランドリー」篇（15秒ver. / 30秒ver.）（2020年10月）[77]
    - 「風と、太陽と、ラボン」篇（15秒ver. / 30秒ver.）（2021年3月）[78]
    - 「肌ざわりとか、香りとか、恋とか」篇（15秒ver./30秒ver.）（2021年11月）
    - 「おなじ香りになっていく」篇（2022年9月）[79]

  - ラボン シャレボン
    - 「オシャレしてる?洗ってる?」篇（15秒ver. / 30秒ver.）（2018年8月）[80]
    - 「お留守番するキミへ。」篇（15秒ver. / 30秒ver.）（2019年11月）
    - 「なんでシャレボン?って聞いたら…」篇（15秒ver.）、「なんの香り?って聞いたら…」篇（15秒ver.）（2021年11月）[81]
    - 「シャレボン買うのわすれたら…」篇（15秒ver.）（2022年3月）[82]

  - ラボン・デ・ブーン
    - 「おんなじ香り」篇（15秒ver. / 30秒ver.）、「ドラッグストア」篇（15秒ver. / 30秒ver.）（2019年8月）[83]
    - 「マジック!」篇（2022年4月）[84]
    - 「香りの記憶ってさ」篇（2023年4月）[85]
    - 「完璧主義な彼」篇（2024年4月）[86]

  - ラボントゥザムーン
    - 「ラボントゥザムーン」篇（2022年9月）[79]
- LINE「LINEポコポコ」（2016年9月 - ） - 宮田俊哉と共演[87]
- ウェーブ フロアワイパー（ユニ・チャーム）
  - 「たまもりたまげる」篇（2019年10月）[88]
  - 「たまもりたまらんぞ」篇（2020年11月）[89]
- ma:nyo「透明感って、なんだろう」篇（2024年8月 - ）[90]

### モデル
- カルティエ『フレンズ オブ メゾン』（2021年11月23日 - ）[91][92][93]
- ランコム「クラリフィック デュアル エッセンス ローション」アンバサダー Mr.クラリフィック[94]
- AMIRI - パリ・コレクションにて行われたアミリ2025年春夏メンズコレクションに出席（2024年6月20日）[49]
- ブルネロクチネリ - ミラノ・コレクションにて行われたブルネロクチネリ2025年秋冬ウィメンズ・コレクションに出席（2025年2月26日)[95][96][50]

### イベント
- “東京ドームに全員集合” みんなにサンキュー!ジャニーズ野球大会（2016年4月13日、東京ドーム）
- ランコム『クラリフィック デュアル エッセンス ローション』誕生1周年記念 記者発表会（2021年2月8日） - ゲスト[97]
- カルティエ
  - 『シジエムサンス パル カルティエ ハイジュエリーイベントin京都』（2022年4月7日、京都市京セラ美術館）[98]
  - ポップアップ『Panthere de Cartier』（2022年9月2日 - 19日、東京・表参道）[99][100]
  - 『トリニティ』誕生100周年記念『TRINITY 100』セレブレーションパーティー（2024年10月30日、東京・国立競技場）[101]
- ボッテガ・ヴェネタ『TOKYO PLAYTIME』ボッテガ・ヴェネタ× アレック・ソス写真展 オープニングレセプション（2024年3月28日、東京・表参道）[102]
- ドルチェ&ガッバーナ『FROM THE HEART TO THE HANDS: DOLCE&GABBANA』展 オープニングイベント（2024年4月、イタリア・ミラノ）[103]
- Rakuten GirlsAward 2024 AUTUMN/WINTER（2024年10月19日、幕張メッセ） - 「あのクズを殴ってやりたいんだ」スペシャルステージにシークレット登場[104]